# Erkinger I. von Seinsheim, Freiherr von Schwarzenberg

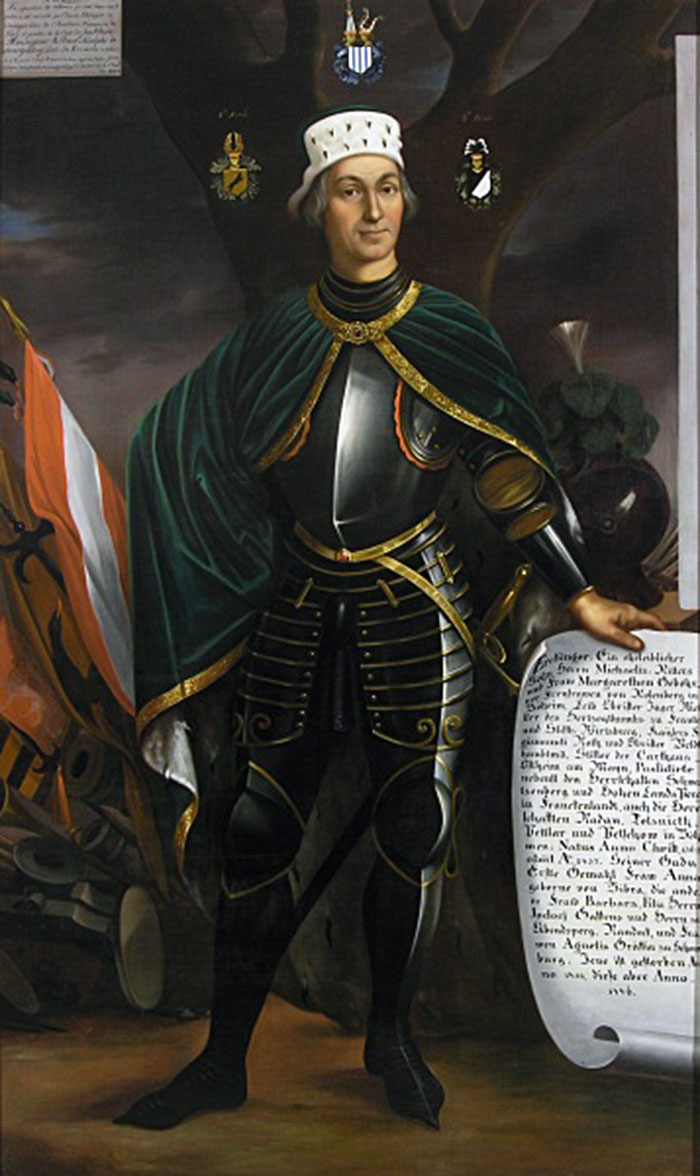
Erkinger I. von Seinsheim, Freiherr von Schwarzenberg

Erkinger I. von Seinsheim, Freiherr von Schwarzenberg (zunächst nur Erkinger VI. von Seinsheim; * 1362; † 11. Dezember 1437) war Oberjägermeister des Hochstifts Würzburg und Stifter. Ab 1416 trug er den Titel eines Kaiserlichen Rates. Er wurde 1429 in den Frei- und Bannerherrenstand erhoben. Erkinger gilt als Stammvater der späteren Fürsten zu Schwarzenberg.

## Leben
Erkinger von Seinsheim wurde im Jahr 1362 als erster und einziger Sohn von Michael I. von Seinsheim geboren. Seine Mutter war Margarethe von Rosenberg, die der Vater nach dem Tod der ersten Frau geheiratet hatte. Michael von Seinsheim war Burghauptmann der Festung Marienberg und als solcher dem Würzburger Fürstbischof unterstellt. Erkinger wuchs auf der Burg Stephansberg nahe Haidt auf.
Nach dem Tod des Vaters am 30. Juli 1399 übernahm Erkinger die Besitzungen. Die Familie war wohlhabend und der junge Adelige konnte durch Zukauf die Familiengüter vermehren. Noch im Jahr 1399 kaufte er das Dorf Astheim, 1406 wurde er Oberjägermeister des Hochstifts Würzburg. Am 2. Juni 1409 übergab er das Dorf Astheim an den Kartäuserorden, der dort ein Kloster gegründet hatte. Die Kartause Pons Mariae (Marienbrück) wurde Grablege für die Familie. 

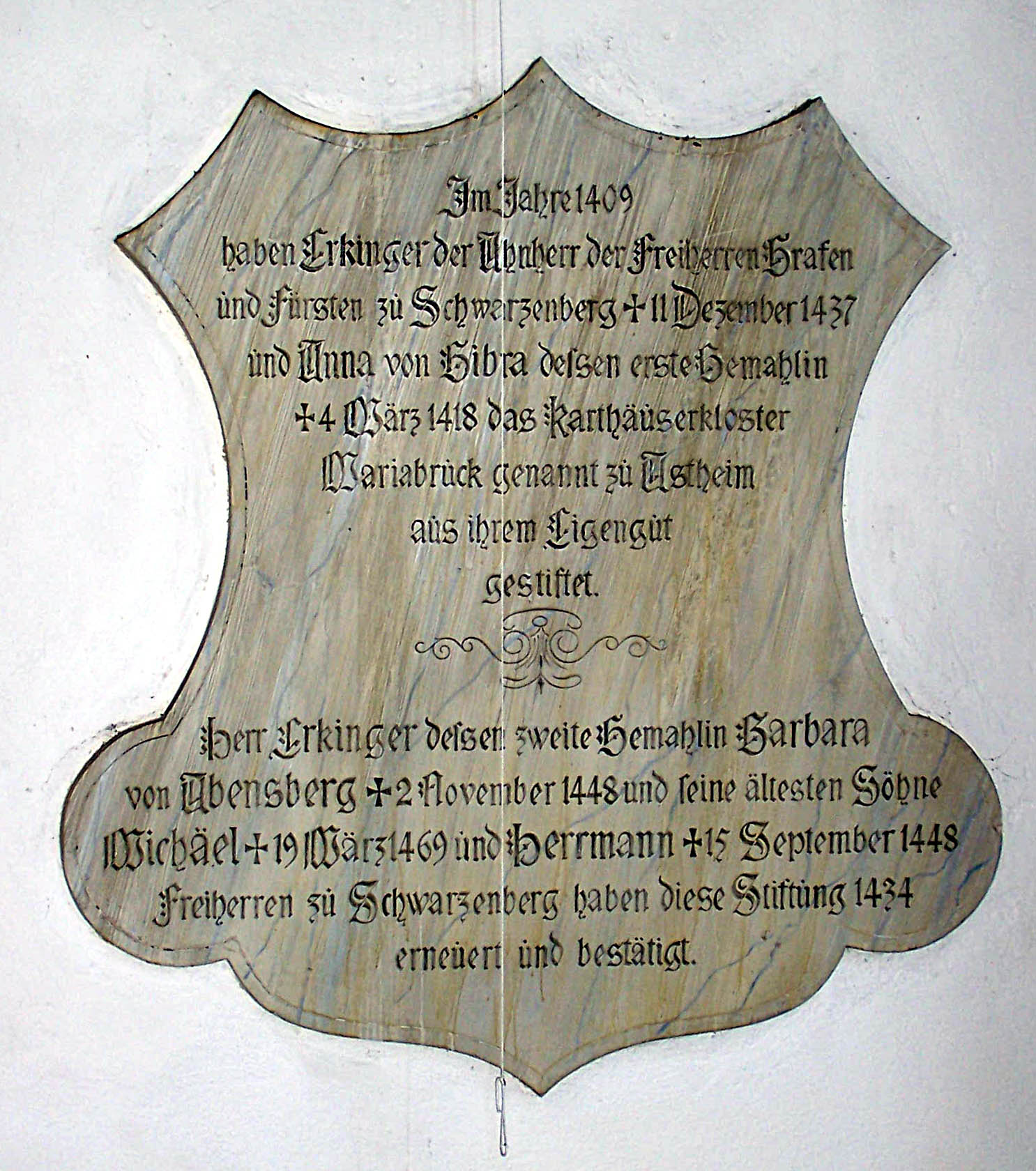
Eine Inschrift in der Astheimer Klosterkirche bestätigt die Stiftung durch Erkinger

Die Nähe zu König Sigismund von Luxemburg führte im Jahr 1416 zur Ernennung zum Kaiserlichen Rat. Ein Jahr zuvor, 1415, wurde auf kaiserlichen Befehl das Dorf Scheinfeld zur Stadt erhoben. Es muss sich zu diesem Zeitpunkt bereits in der Hand des Erkinger befunden haben. Der Adelige hatte Schloss Schwarzenberg nahe Scheinfeld von den Herren von Vestenberg, von Abenberg und dem verschuldeten Hochstift Würzburg erworben. 
Erkinger verlegte den Familiensitz auf die mächtige Steigerwaldfestung und nannte sich fortan auch „Herr zu Schwarzenberg“. Gleichzeitig begann der Adelige den Herrschaften der Umgebung Darlehen zu gewähren. So liehen sich das Hochstift Würzburg und der Burggraf von Nürnberg Geld beim Herren von Schwarzenberg. Im Jahr 1417 reiste Erkinger dann an der Seite des Königs zum Konzil von Konstanz und traf hier erstmals auf die Anhänger der hussitischen Lehre.
In den Jahren 1420 und 1429 wurde Erkinger Feldhauptmann des Königs und zog gegen die Hussiten ins Feld. Die Krönung seiner Karriere erreichte Erkinger im Jahr 1429. Er wurde vom König zum Frei- und Bannerherren ernannt und gehörte damit zum Herrenstand. Zugleich war Erkinger Ministeriale des Würzburger Fürstbischofs Johann II. von Brunn. Von diesem kaufte er im Jahr 1432 ein Gut auf dem Marienberg oberhalb Würzburgs. 
Zuvor, am 3. Februar 1430, überfiel Seinsheim die Stadt Schwarzach nahe dem Kloster Münsterschwarzach. Sie war dem Amtmann Lamprecht von Seckendorff überschrieben worden. Seckendorff schuldete Erkinger Geld, das dieser durch den Überfall einzutreiben hoffte. Seinsheim hatte mehrere Bürger der Stadt, darunter den Schultheißen Peter Kometer, auf seine Seite gebracht, wurde aber von einem Münsterschwarzacher verraten. Der Überfall misslang und zwei Reisige des Erkinger wurden erschossen.
1432 erwarb Erkinger das Schloss und Amt Hohenlandsberg und wurde Amtmann. Die Söhne nannten sich noch Herren von Seinsheim und Freiherren von Schwarzenberg, die Enkel legten die Bezeichnung Seinsheim ab und trugen nur noch den Titel Schwarzenberg. 
Erkinger I. von Seinsheim, Freiherr von Schwarzenberg, starb am 11. Dezember 1437 und wurde in seiner Stiftung Astheim begraben.

## Ehen und Nachkommen
Erkinger heiratete zweimal. Zunächst ehelichte er Anna von Bibra (Tochter von Dietrich von Bibra und seiner ersten Frau Engel),, die allerdings bereits am 4. März 1418 starb. Sie wurde als erste in der Kartause bestattet. Mit ihr hatte er sechs Kinder, darunter den Nachfolger Michael II.
- Michael († 19. März 1469; = in Kloster Astheim)
- Matern († 1411)
- Heinrich († 1423)
- Hermann († 15. September 1448)
- Margareta († 11. April 1468)
- Agnes

Nach dem Tod seiner Frau heiratete Erkinger Barbara von Abensberg. Mit ihr zeugte er wiederum acht Kinder. Sie verstarb am 2. November 1448 und wurde neben ihrem Mann in Astheim beigesetzt.
- Erkinger († 26. September 1503 in Astheim), um 1473 Domherr zu Eichstätt[8]
- Friedrich
- Ulrich († 1456)
- Jobst
- Johann (* um 1428; verm. 16. Mai 1460 nahe Giengen an der Brenz)
- Sigmund (* 1430; † 3. Juli 1502)
- Kunigunde († 2. September 1469 in Eger), ⚭ Mathäus Schlik (ca. 1400–1487)
- Magdalene († nach 14. November 1485)[9]